# Aposopsyllus reductus
Aposopsyllus reductus är en kräftdjursart. Aposopsyllus reductus ingår i släktet Aposopsyllus och familjen Paramesochridae. Inga underarter finns listade i Catalogue of Life.